# Jiutian Xuannü
Jiutian Xuannü ('Den mörka damen från de nio himlarna') eller, före 800-talet, enbart Xuannü  ('Den mörka damen' eller 'Den mystiska damen'), är krigets, sexualitetens och de långlivades gudinna inom kinesisk mytologi.
Hon nämns på 800-talet som gudinnan Xi Wangmu elev och himmelsguden Huangdis lärare i krigskonst. 